# Poyales del Hoyo
Poyales del Hoyo ist ein zentralspanischer Ort und eine Gemeinde (Municipio) mit 487 Einwohnern (Stand: 2024) in der Provinz Ávila in der Autonomen Region Kastilien-León. 

## Lage und Klima
Poyales del Hoyo liegt auf der Ostseite der Sierra de Gredos am südlichen Rand der Provinz Ávila in einer Höhe von ca. 550 m am Río Arbillas, der die östliche Gemeindegrenze bildet. Die Entfernung nach Ávila beträgt knapp 82 km (Fahrtstrecke) in nordnordöstlicher Richtung. Das Klima ist gemäßigt bis warm; der Regen  fällt mit Ausnahme der trockenen Sommermonate übers Jahr verteilt.

## Bevölkerungsentwicklung
| Jahr      | 1970 | 1981 | 1991 | 2001 | 2011 | 2021 |
| Einwohner | 1241 | 936  | 828  | 660  | 588  | 433  |

## Sehenswürdigkeiten

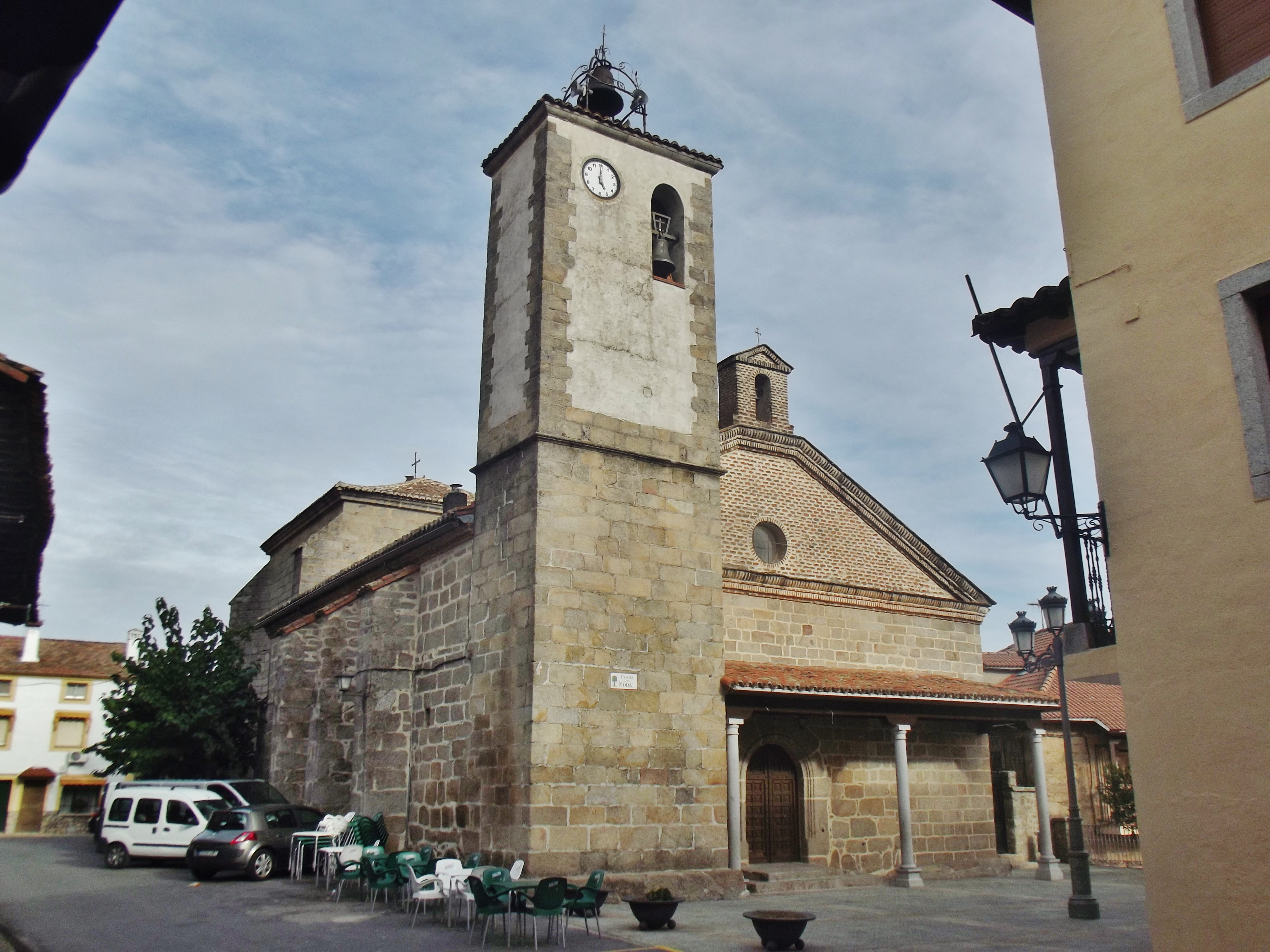
Kirche Mariä Gnade
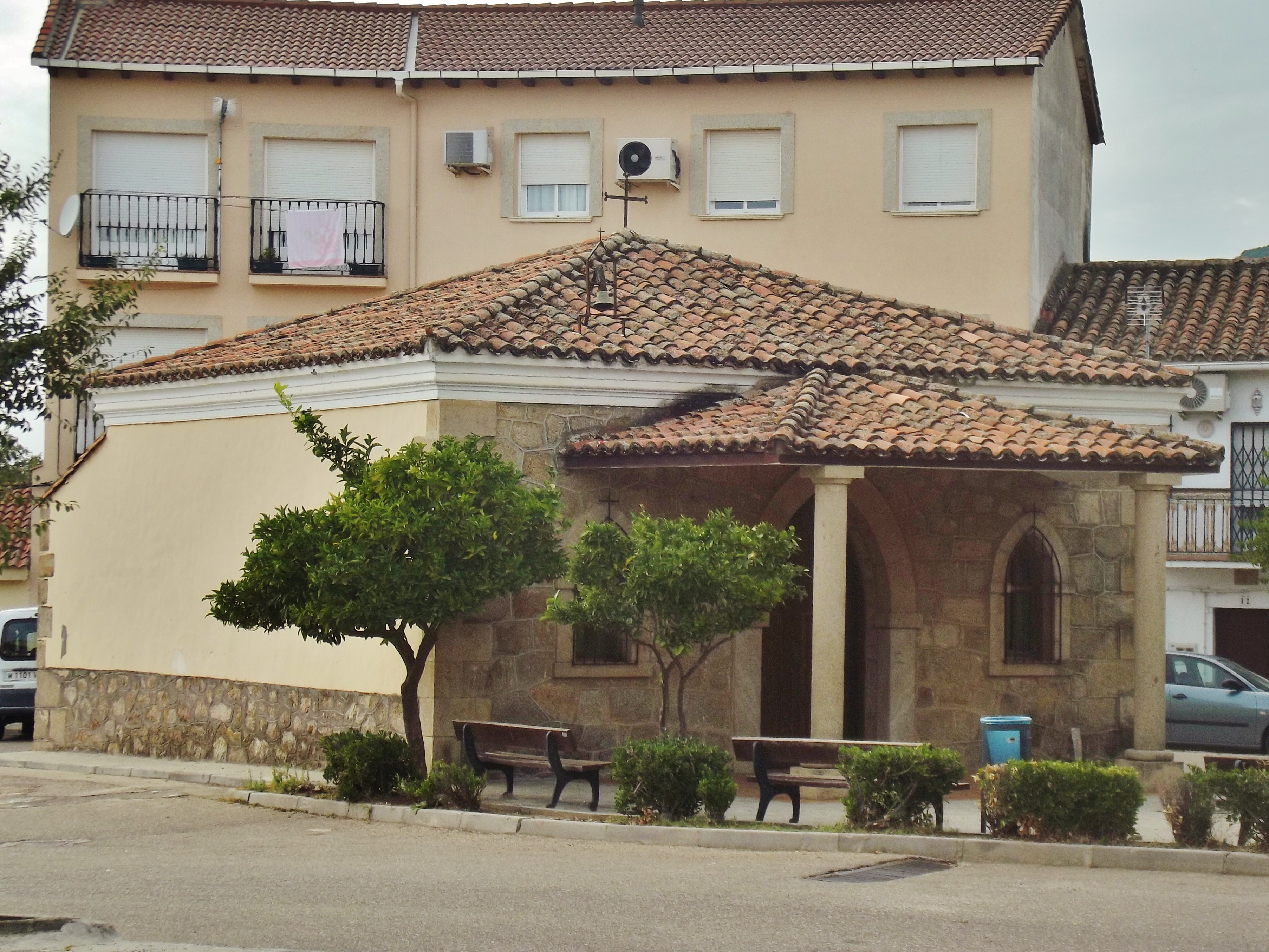
Sebastianuskapelle
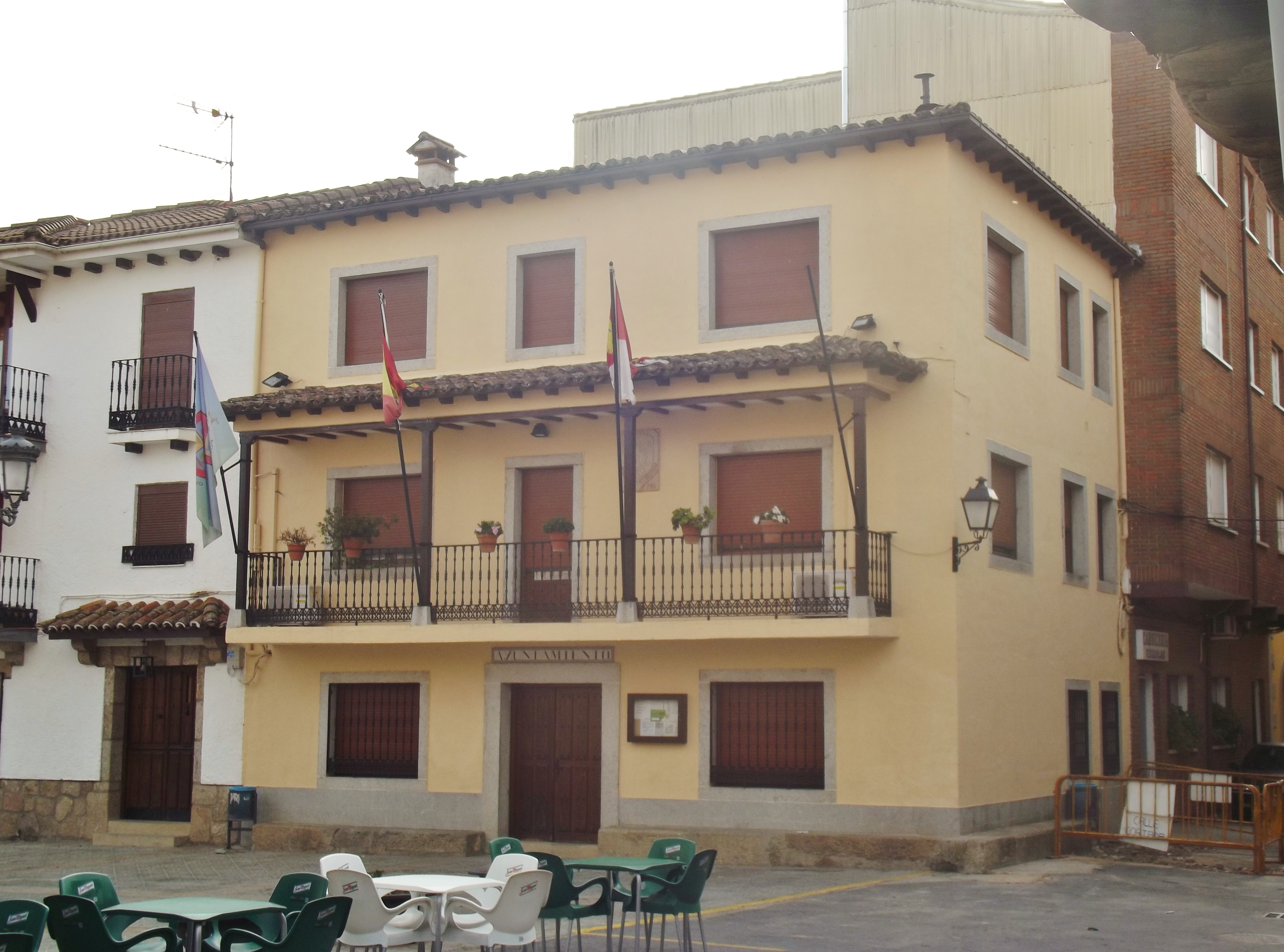
Rathaus

- Kirche Mariä Gnade
- Sebastianuskapelle
- Rathaus